# Hoogelande
Hoogelande (Zeeuws: Oôgelande) is een grotendeels verdwenen dorp, thans een buurtschap, een voormalige gemeente en een voormalige ambachtsheerlijkheid op Walcheren in de Nederlandse provincie Zeeland. Hoogelande is gelegen ten westen van Middelburg en ten zuiden van Grijpskerke. Het dorp werd verlaten nadat de kerk was verwoest tijdens de Tachtigjarige Oorlog. Hoogelande en omliggend gebied was een ambachtsheerlijkheid en tussen 1811 en tot en met 1815 een zelfstandige gemeente. Vanaf 1816 behoorde het tot de gemeente Grijpskerke, vervolgens bij de gemeente Mariekerke en sinds 1997 tot de gemeente Veere.

## Geschiedenis

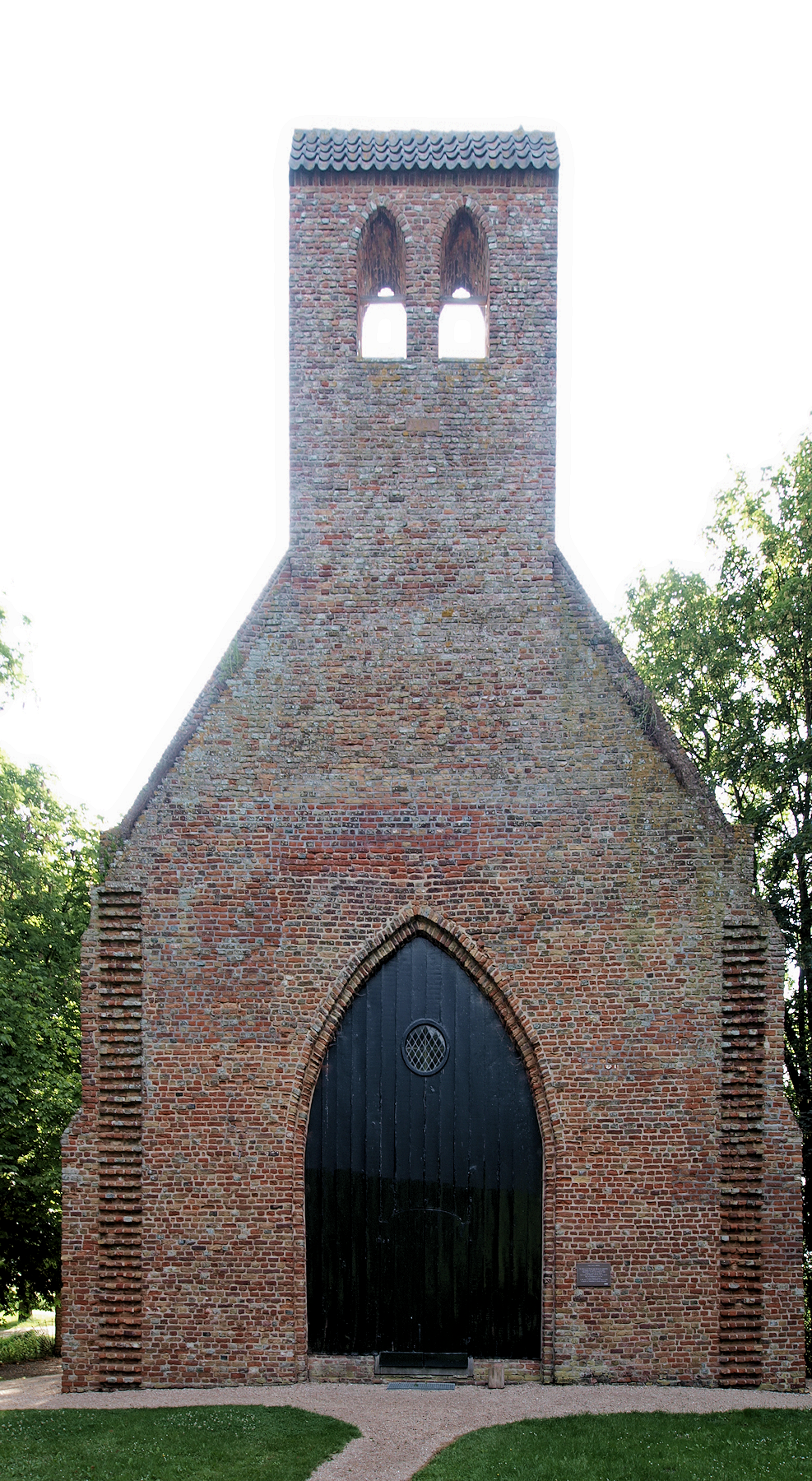
Kapel Hoogelande

Hoogelande behoorde kerkelijk tot de parochie van de Westmonster in Middelburg, die weer tot het bisdom Utrecht behoorde. In 1189 gaf de bisschop van Utrecht Boudewijn van Holland de inwoners van Hoogelande toestemming een eigen kapel te bouwen. De oorkonde die de toestemming bevat is bewaard gebleven en is thans het oudste archiefstuk in het Zeeuws Archief. De kapel was gewijd aan Sint-Maarten en werd in de 15e eeuw vervangen door een grotere kerk. Tijdens het Beleg van Middelburg werd deze grotendeels verwoest, alleen de muren van het koor bleven staan. Deze situatie bleef tot ver in de 20e eeuw bestaan.
In 1912 kocht Petrus Willem Marie Hoegen de heerlijkheid Hoogelande, waarmee hij zowel de ruïne van de kapel als de daarbij behorende ambachtsheerlijke rechten verkreeg en hij zich voortaan Hoegen van Hoogelande noemde. In 1964-1965 liet de familie de ruïne restaureren als kapel en op 2 september 1965 kon deze officieel in gebruik worden genomen voor kerkdiensten en culturele evenementen. Een stichting voert nu het beheer.

## Buurtschap
Tegenwoordig is Hoogelande een buurtschap met een paar boerderijen en de bovengenoemde kapel. Zoals bij meer bijna verdwenen Walcherse dorpen wordt Hoogelande zowel langs de Hoogelandseweg als de Meinersweg aangeduid met een wit plaatsnaambord.
De kapel van Hoogelande is in beheer bij Stichting Kapel van Hoogelande.